# Francisco Mérida Pérez
Francisco Mérida Pérez, conegut com a Fran Mérida, (Barcelona, 4 de març de 1990) és un exfutbolista professional català. Ha estat internacional amb les categories inferiors de la selecció espanyola.

## Trajectòria esportiva
El 27 d'agost de 2009 fou suplent en el partit de la Supercopa d'Europa 2010 en què l'Atlético de Madrid es va enfrontar a l'Inter de Milà, i va guanyar el títol, per 2 a zero. Mérida entrà al minut 69 de partit substituint el seu company José Antonio Reyes.
El 2012 va fitxar per l'Hèrcules CF.

### Espanyol
El 19 d'agost de 2020, com a agent lliure, fitxa pel Reial Club Deportiu Espanyol de Barcelona amb un contracte per dos anys amb opció a un tercer. El 9 de juny de 2022 l'Espanyol va fer oficial que no renovaria el jugador per a la temporada següent.

## Palmarès

### Atlético de Madrid
- Supercopa d'Europa (2010)[3]

### Osasuna
- Segona Divisió: 2018–19[7]

### Selecció espanyola
- Campionat d'Europa sub-17
- Subcampionat del Món sub-17